# Javier García Rodrigo Ramírez

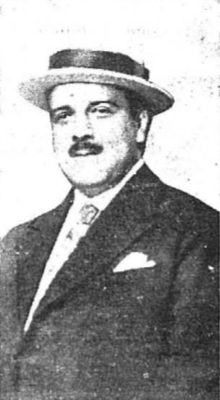
Javier García Rodrigo

Francisco Javier García Rodrigo y Ramírez (Madrid, c. 1878-ibíd., 13 de octubre de 1925) fue un periodista y político español.

## Biografía
Natural de Madrid capital, era doctor en Derecho por la Universidad Central. Fue director de El Eco del Pueblo y redactor del diario católico El Universo. De acuerdo con la necrología del diario La Epoca, García Rodrigo se ocupó constantemente en campañas de obras católico-sociales.
En el terreno político fue primer teniente alcalde del Ayuntamiento de Madrid y desempeñó varias veces interinamente la alcaldía. En el desempeño de aquel cargo falleció en 1925, a consecuencia de una pulmonía, en su domicilio en la calle de Colón, núm. 16.